# Cascata da Baía do Raposo
A Cascata da Baía do Raposo  é uma queda de água, localizada na costa norte da  freguesia de São Pedro, concelho de Vila do Porto, ilha de Santa Maria, nos Açores.
Com um topo de escoadas lávicas com disjunção colunar ou  prismática, esta cascata, precipita-se de uma altura de oitenta metros sobre um afloramento de conglomerados terrestres e marinhos, integradas no Complexo dos Anjos , (Miocénico Superior 5,7 a 8 M.a.), numa transição geomorfológica e geológica alternada com Formações Quaternárias.
Nascendo no flanco noroeste do Pico Alto, a ribeira que alimenta esta cascata vai tomando o nome das localidades por onde vai passando, de montante para jusante, a primeira denominação é Ribeira do Engenho, seguida de Ribeira de Água de d'Alto, que, despenhando-se dividida em duas correntes de água num bonito salto escavou um vistoso lago, seguindo finalmente no seu último percurso de duzentos metros até ao mar na Ribeira do Raposo.
É considerada Área da Paisagem Protegida do Barreiro da Faneca e Costa Norte, integrando a rede Europeia de Geoparques..
Foi inserido no Parque Natural da Ilha de Santa Maria, Áreas protegidas foi criado pelo Decreto Legislativo Regional n.º 47/2008/A, de 7 de novembro, alterado pelo Decreto Legislativo Regional n.º 39/2012/A, de 19 de setembro.

## Galeria

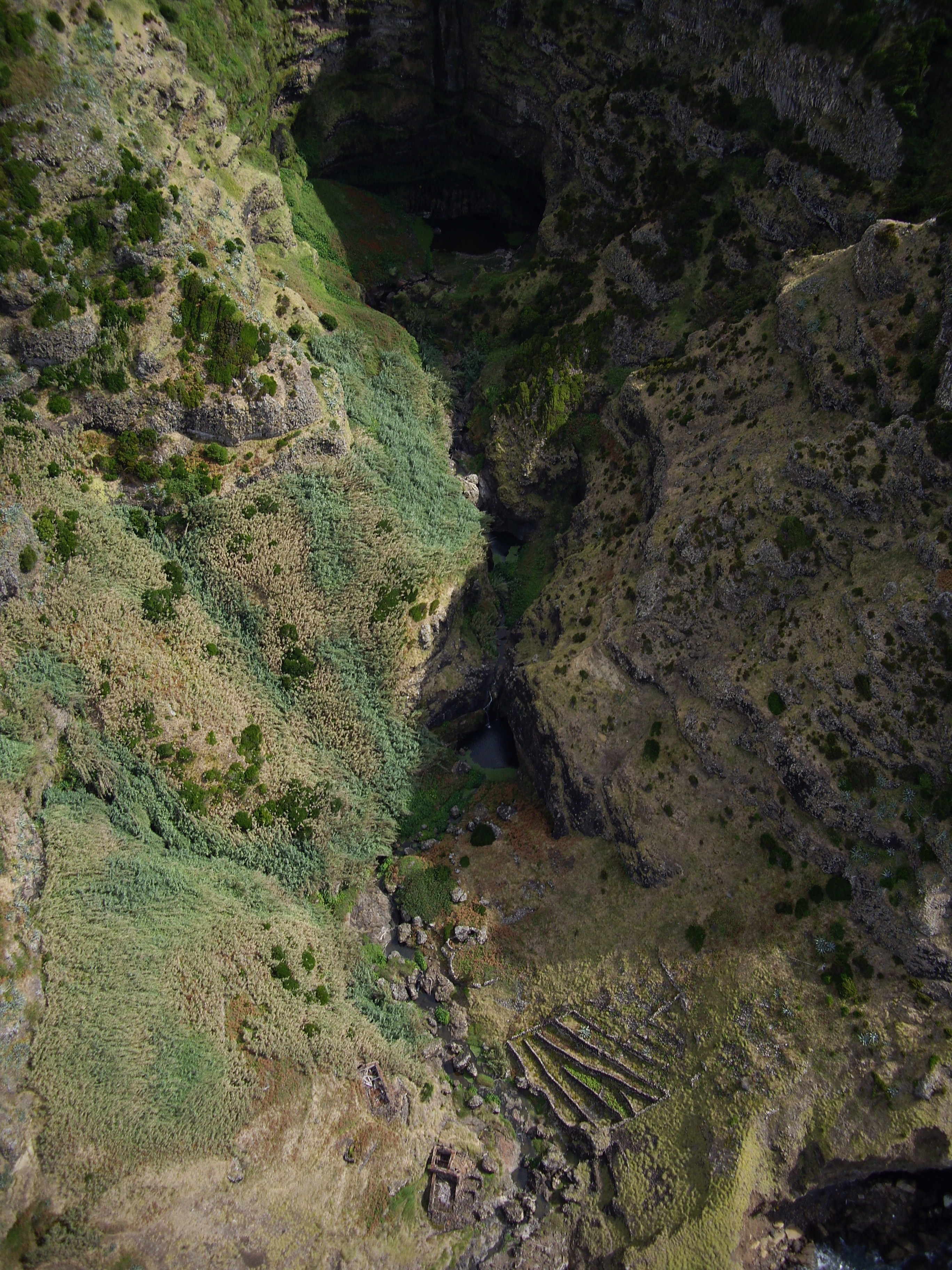
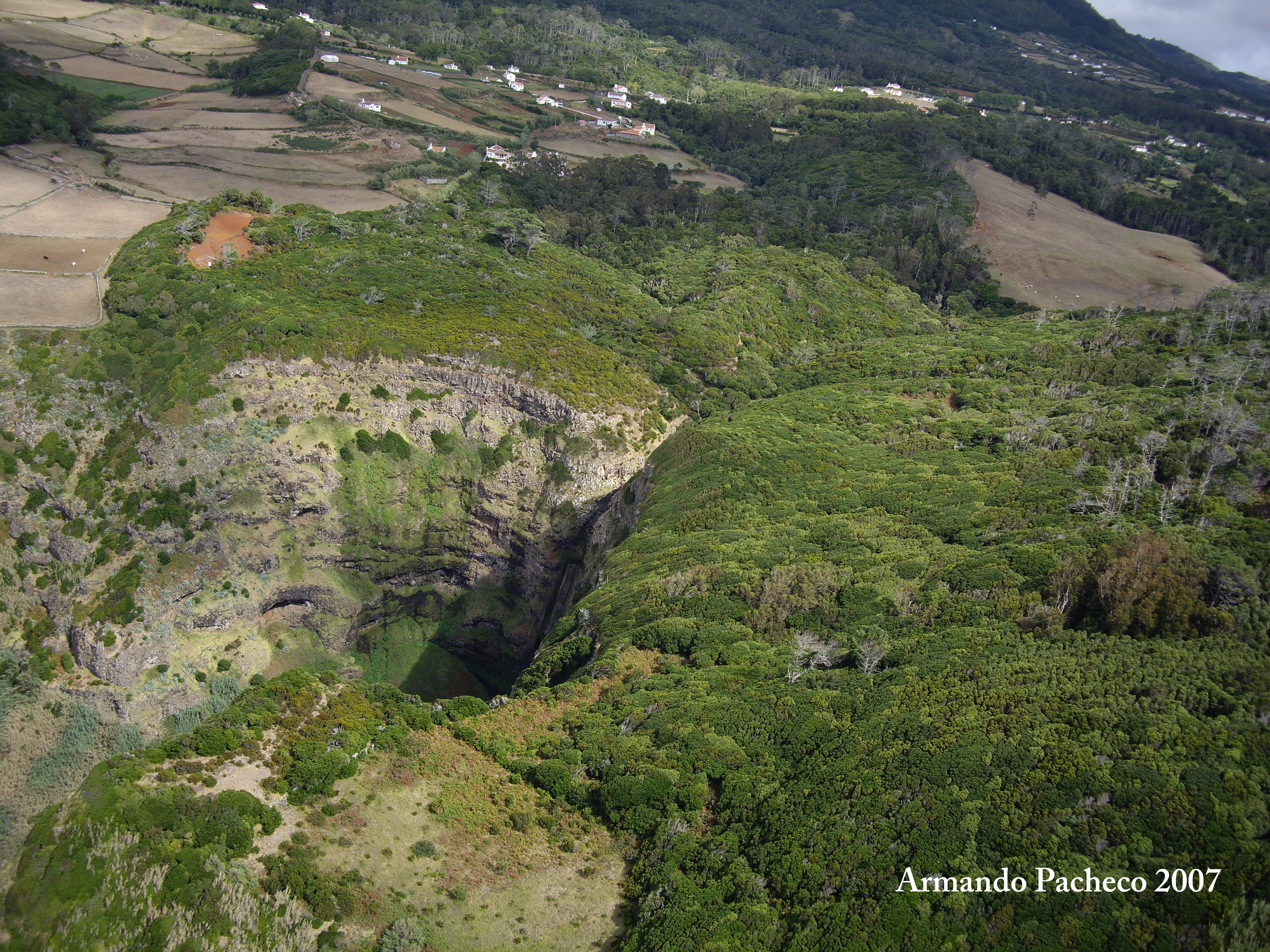
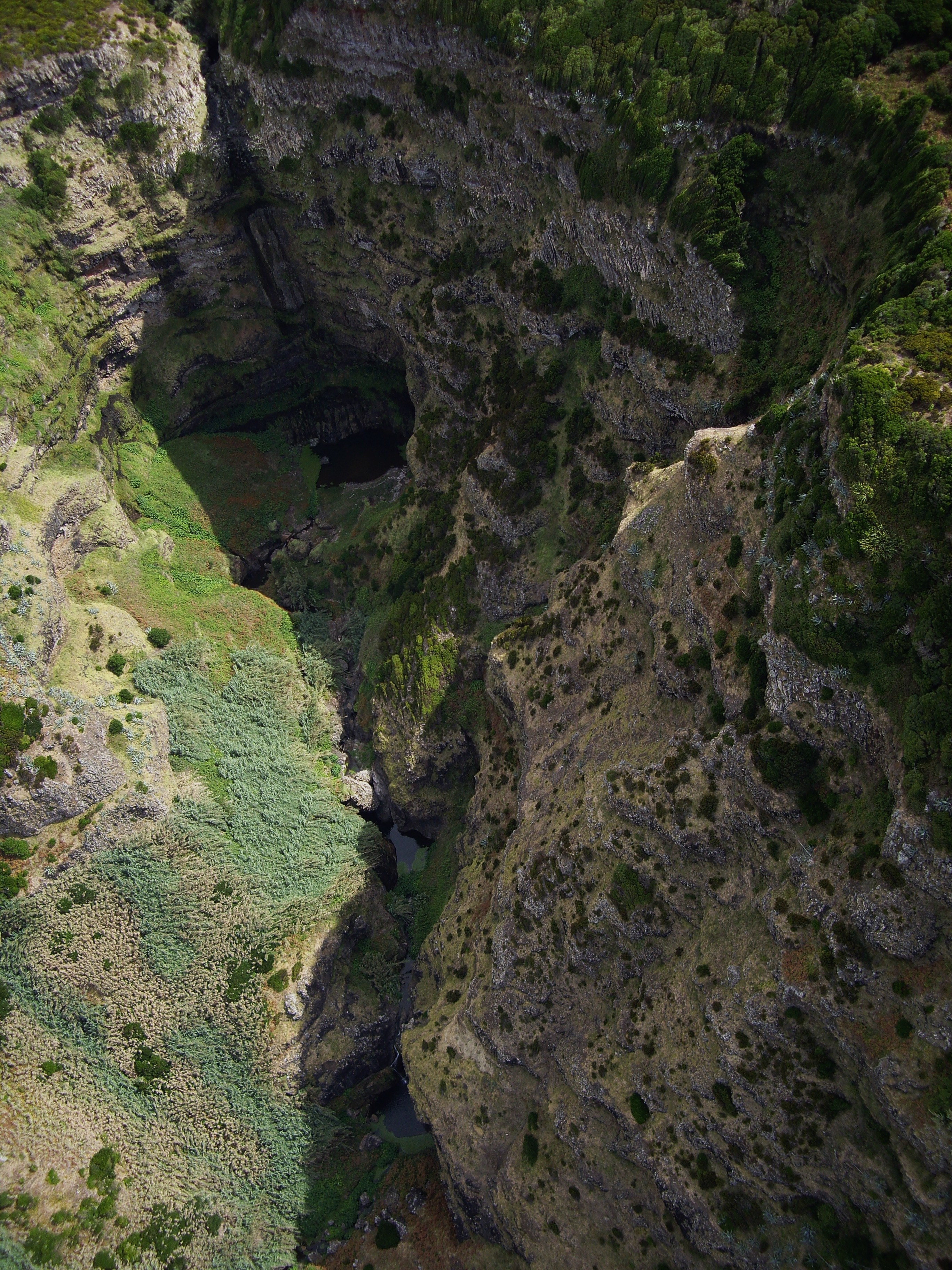